# ژنویلیه
شهر ژنویلیه (به فرانسوی: Gennevilliers) در شهرستان او-دو-سن در ناحیه ایل-دو-فرانس با جمعیت ۴۳٬۰۵۴ نفر در کشور فرانسه واقع شده‌است